# National Weather Center
Le National Weather Center (NWC), sur le campus de l'université de l'Oklahoma, est un édifice regroupant des organisations fédérales, étatiques, universitaires et privées qui travaillent ensemble pour mieux comprendre les phénomènes météorologiques sur une large gamme d'échelles spatiales et temporelles. Malgré le nom, ce n'est qu'un des centres « nationaux » de recherche et prévision dans ce domaine aux États-Unis mais ce regroupement d'organismes, dont plusieurs étaient déjà présents dans cette région du pays, est particulièrement important.

## Mission
La mission du NWC consiste en la compréhension des phénomènes météorologiques d'une part, et d'autre part le développement de systèmes d'observation, d'analyse, d'assimilation, d'affichage et de prévision. Le National Weather Center s'occupe également d'expertise du climat local et régional, de la prévision numérique du temps, d'hydrologie et du développement du radar météorologique. Ses membres travaillent également avec des partenaires du secteur privé pour développer de nouvelles applications d'information météorologique et climatique régionale offrant un avantage concurrentiel sur le marché.

## Description
Le National Weather Center se trouve sur un site de 22 acres (89 031 m2) de l'université à Norman (Oklahoma). Il est conçu par les architectes Beck Associates et LAN/Daly, puis construit par la société Oscar J. Boldt. Les architectes Burns & MacDonnell participent à l'élaboration des exigences de la NOAA et à la surveillance de la construction. Le lancement du projet date de novembre 2002, l'appel d'offres est lancé au début du printemps 2003 et la construction commençe en août 2003. Le bâtiment ouvre ses portes à l'été 2006 et l'inauguration a lieu le 29 septembre 2006.
L'université d'Oklahoma et la NOAA investissent un total de 69 millions $US pour construire le bâtiment 250 000 pieds carrés (23 225,76 m2) qui comprend cinq étages, une salle de classe extérieure sur le toit et une terrasse d'observation météorologique fermée.
L'extérieur est composé de briques de parement, de pierres de fonte architecturales, de panneaux composites à face métallique et de murs-rideaux en verre abritant environ 550 personnes. Le personnel comprend les chercheurs, les météorologues et climatologues opérationnels, les ingénieurs, les techniciens, le personnel de soutien et les étudiants des trois niveaux universitaires (baccalauréat, maîtrise et doctorat).

## Membres
Le bâtiment du National Weather Center abrite ou est affilié à de nombreuses organisations de la National Oceanic and Atmospheric Administration, de l'Université d'Oklahoma et de plusieurs autres organisations, dont :
NOAA
- National Severe Storms Laboratory (NSSL)
- Bureau de prévision pour l'Oklahoma (OUN WFO) du National Weather Service (NWS)
- Storm Prediction Center (SPC)
- Centre national des opérations des radars météorologiques (ROC)
- Division de la formation sur les systèmes d'avertissements (WDTD)

Université d'Oklahoma (OU)
- University of Oklahoma College of Atmospheric and Geographic Sciences (A&GS)
- School of Meteorology (SoM)
  - Advanced Radar Research Center (ARRC)
  - Center for Analysis and Prediction of Storms (CAPS)
  - Cooperative Institute for Severe and High-Impact Weather Research and Operations (CIWRO)
- Department of Geography and Environmental Sustainability (GEOG)
  - Environmental Verification and Analysis Center/Oklahoma Wind Power Initiative (EVAC/OWPI)
- College of Engineering (CoE)
  - School of Computer Science (CS)
  - School of Electrical and Computer Engineering (ECE)
- Information Technology
  - Integrated Robust Assured Data Services (IRADS)

État d'Oklahoma
- Oklahoma Climatological Survey (OCS)
- Oklahoma Mesonet
- Oklahoma Water Survey (OKWS)

Autres
- Office of Weather Programs and Projects (OWPP)
- Oklahoma NASA Space Grant Consortium (OSGC)
- Sasaki Applied Meteorology Research Institute
- South Central Climate Science Center (SCCSC)
- Département de l'Intérieur des États-Unis : Climate Science Centers (South Central Region)

## Coupures en 2025
Après la seconde investiture de Donald Trump à la présidence des États-Unis et la création du département de l'Efficacité gouvernementale (DOGE) le 20 janvier 2025, plusieurs changements majeurs ont eu lieu aux États-Unis, notamment au sein de la National Oceanic and Atmospheric Administration (NOAA) et de l'université d'Oklahoma. Ces changements ont entraîné des licenciements d'employés, des manifestations sur le campus devant le National Weather Center, des menaces de résiliation de baux et des suppressions de subventions de la part du gouvernement fédéral,,.